# Călin-Constantin Balabașciuc
Călin-Constantin Balabașciuc (n. 1 iunie 1996, Bârlad, Vaslui, România) este un deputat român, ales în 2020 din partea AUR. 